# Hrabstwo McLean (Dakota Północna)

Piramida wieku hrabstwa

Hrabstwo McLean (ang. McLean County) – hrabstwo w stanie Dakota Północna w Stanach Zjednoczonych. Hrabstwo zajmuje powierzchnię lądową 5462 km². Według szacunków US Census Bureau w roku 2005 liczyło 8604 mieszkańców. Siedzibą hrabstwa jest miasto Washburn.

## Miejscowości
- Butte
- Benedict
- Coleharbor
- Garrison
- Max
- Mercer
- Riverdale
- Ruso
- Turtle Lake
- Underwood
- Washburn
- White Shield (CDP)